# Western Freeway

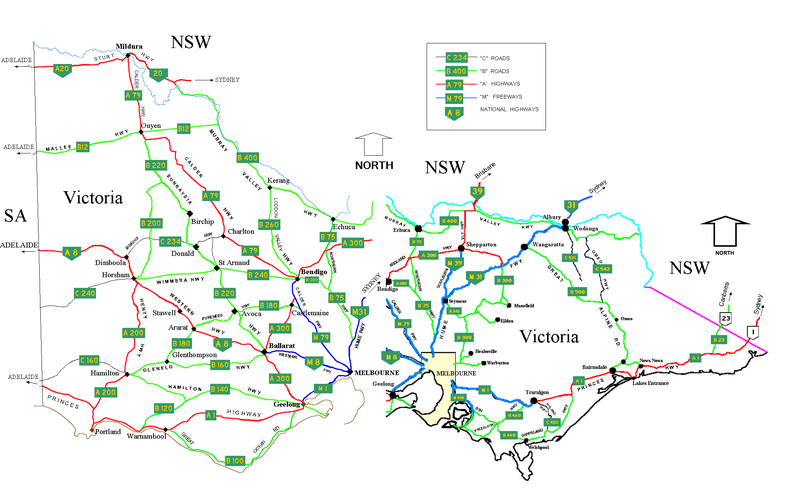
Carte du réseau routier du Victoria

Pour les articles homonymes, voir M8.
La Western Freeway  est une autoroute australienne longue de 125 kilomètres reliant Melbourne, la capitale de l'État de Victoria, à la ville de Ballarat. Elle prolonge la Western Highway, tronçon de route reliant Adélaïde à Melbourne à Burrumbeet, à 22 kilomètres au nord-ouest de Ballarat et se termine dans la banlieue ouest de Melbourne en se prolongeant par la Western Ring Road. La Western Highway et la Western Freeway font partie du réseau de la National Highway. 
Les villes et villages situés le long de son trajet sont: 
- Ballarat
- Bungaree
- Ballan
- Bacchus Marsh
- Melton
- Rockbank